# Музей доисторической эпохи Колледжа Восточной Юты

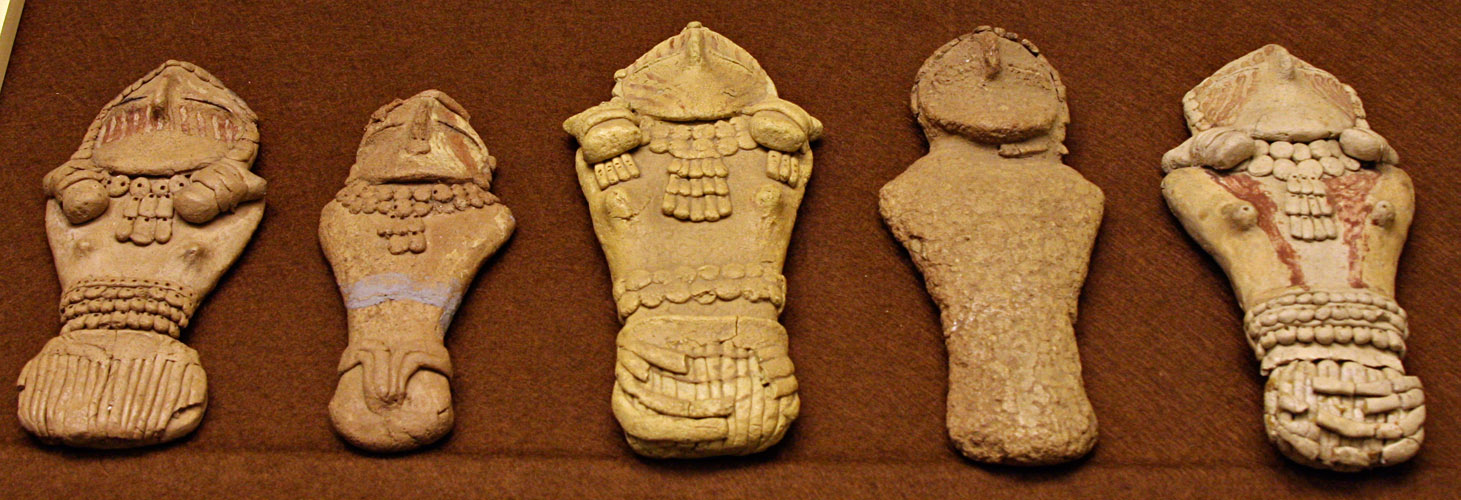
Фигурки из необожжённой глины, Музей доисторической эпохи Колледжа Восточной Юты

Реконструкция Ютараптор|ютараптора (Utahraptor)

Музей доисторической эпохи Колледжа Восточной Юты (англ. College of Eastern Utah Prehistoric Museum) — один из крупнейших на западе США археологических и палеонтологических музеев. Располагается в городе Прайс (англ. Price), штат Юта.
Основной задачей музея является привлечение общественного внимания к истории доисторической эпохи через интерактивные экспозиции, образовательные программы, музейные собрания и исследования.
Музей доисторической эпохи находится непосредственно в центре самой богатой на находки местности в Северной Америке. Сотни палеонтологических и тысячи археологических находок были открытки при раскопках в Восточной Юте, а именно в местечке под названием Castle Country, а также в Сан-Рафаэл-Свелл (англ. San Rafael Swell) и прилегающих каньоны, в частности, Nine Mile Canyon и Range Creek Canyon.

## Характеристика
Музей получил признание в общегосударственной важности от Американской Ассоциации Музеев (англ. American Association of Museums), знак отличия, которым награждены менее 10 % музеев в масштабе всей страны. Являясь местным и федеральным хранилищем палеонтологических и археологических находок, коллекция музея насчитывает более 700,000 археологических экспонатов, составляющих одну их крупнейших и наиболее значимых коллекций в стране. Многие экспонаты (артефакты), как, например, оставленные индейцами Фремонтской культуры, имеют мировое значение. Палеонтологическое собрание Музея включает типовые образцы и ископаемые останки, ранее не известные науке. Музей является превосходной базой для обучения и исследовательской работы, а также рекреационным и культурным центром Северо-восточной Юты. Собрания и экспонаты обращают основное внимание на предметы индейской культуры, и, в частности, включают:
- Предметы Фремонтской культуры: образцы наскального творчества и знаменитые Глиняные фигурки (англ. Pilling Figurines)
- Обширная экспозиция, посвященная экологии Юты Ледникового периода и её древним обитателям
- Хантингтонский Мамонт, самый известный и наилучшим образом сохранившийся представитель ископаемых хоботных
- Ютараптор и ещё дюжина иных представителей динозавров

## История
Музей доисторической эпохи был основан в 1961 году и был совместным детищем Колледжа Восточной Юты и округа Прайс. 8 мая 1961 года Попечительский совет учредил музей. На тот момент в фонд музея были переданы экспонаты геологического факультета Колледжа. Официальное открытие музея состоялось 3 июня 1961 года на втором этаже Муниципалитета Прайса (англ. Price Municipal Building) в небольшом конференц-зале. После того, как музей разросся до вестибюля Муниципалитета, его перенесли в здание старого городского спортзала в 1971 году.
В последние годы музей стал отдельной статьей расходов в бюджете штата Юта. В 1990—1991 финансирование музея значительно возросло вследствие существенного расширения экспозиции. Открылся дополнительный зал, позднее ставший Залом Динозавров (англ. Hall of Dinosaurs).
За 45-летнюю историю существования, музей расширился до 2,300 м2 экспозиционной площади, ещё 560 м2 занимает хранилище и палеонтологическая лаборатория. В 1990 году начались активные палеонтологические раскопки, результатом которых стало обнаружение двенадцати новых видов динозавров и более 7,000 ископаемых образцов. За этим последовала федеральная аккредитация и аккредитация штата в 1991 году, которые позволили музею собирать коллекции со всего штата Юта. Вспыхнувший интерес к динозаврам и культурный бум 90-х годов привлекли в музей и на Дорогу Динозавров (англ. Dinosaur Diamond Scenic Byway) тысячи посетителей.
Новые исследования и возрождение интереса к динозаврам привели к большому количеству новых находок и снова повысили интерес к музею. Сейчас, музей служит важнейшим хранилищем, вмещающим более 750,000 доисторических экспонатов со всего штата.